# Gaston Rébuffat

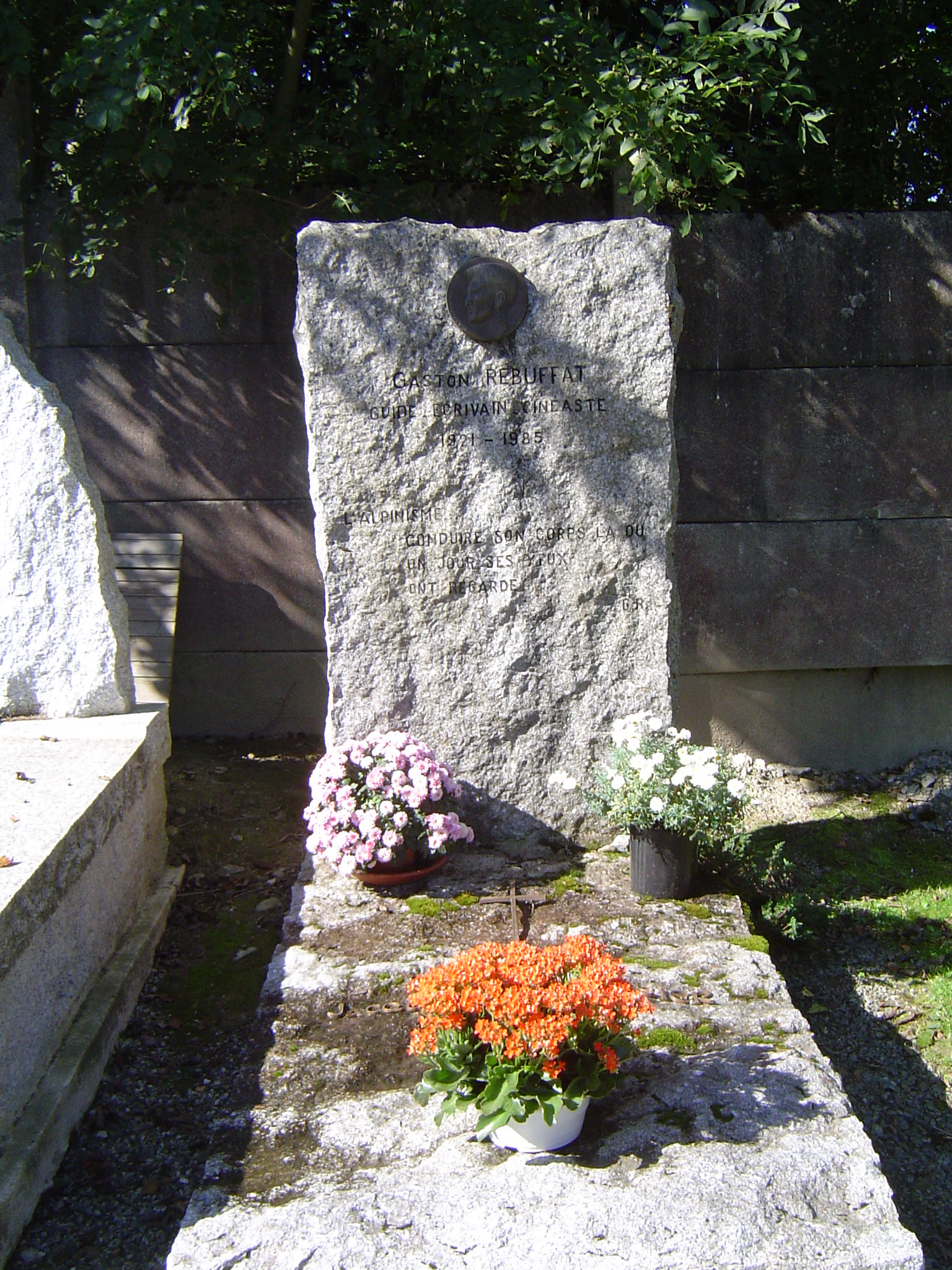
Tomba de Rébuffat a Chamonix

Gaston Rébuffat (Marsella, 7 de maig de 1921 - París, 1 de juny de 1985) fou un guia de muntanya i alpinista francès. La tècnica d'escalada gaston rep aquest nom en honor seu.

## Biografia
Va descobrir l'escalada a les Calanques. Als 16 anys s'inscrigué al CAF (secció Haute Provence) on descobrí l'Alta Muntanya i conegué n'Henri Moulin al qual considerà com «el seu germà gran dins l'alpinisme».
Un any abans de la seva mort va ser condecorat Oficial de la Legió d'Honor per aconseguir l'ascens al primer pic de més de vuit mil metres de la història de l'alpinisme, l'Annapurna amb una expedició dirigida per Maurice Herzog.
L'any 1984 va rebre la distinció de Cavaller de la Legió d'Honor francesa.